# La Pomme Marseille/Saison 2013
Dieser Artikel listet Erfolge und Fahrer des Radsportteams La Pomme Marseille in der Saison 2013 auf.

## Erfolge in der UCI Africa Tour
| Datum     | Rennen                | Kat. | Sieger            |
| --------- | --------------------- | ---- | ----------------- |
| 17. April | 1. Etappe Mzansi Tour | 2.2  | Julien Antomarchi |

## Erfolge in der UCI Asia Tour
| Datum         | Rennen                          | Kat. | Sieger          |
| ------------- | ------------------------------- | ---- | --------------- |
| 23. März      | 6. Etappe Tour de Taiwan        | 2.1  | Benjamin Giraud |
| 17. Juli      | 10. Etappe Tour of Qinghai Lake | 2.HC | Benjamin Giraud |
| 15. September | 2. Etappe Tour of China I       | 2.1  | Benjamin Giraud |
| 19. September | 5. Etappe Tour of China I       | 2.1  | Benjamin Giraud |

## Erfolge in der UCI Europe Tour
| Datum      | Rennen                                              | Kat. | Fahrer           |
| ---------- | --------------------------------------------------- | ---- | ---------------- |
| 27. Januar | Grand Prix Cycliste la Marseillaise                 | 1.1  | Justin Jules     |
| 5. Mai     | 5. Etappe Quatre Jours de Dunkerque                 | 2.HC | Yannick Martinez |
| 13. Juni   | 1. Etappe Route du Sud                              | 2.1  | Yannick Martinez |
| 28. Juli   | Polynormande                                        | 1.1  | José Gonçalves   |
| 22. August | Französische Meisterschaft – Einzelzeitfahren (U23) | CN   | Yoann Paillot    |

## Zugänge – Abgänge
| Zugänge              | Team 2012                             | Abgänge                     | Team 2013                    |
| -------------------- | ------------------------------------- | --------------------------- | ---------------------------- |
| Julien Antomarchi    | Team Type 1-Sanofi                    | Clément Koretzky            | Bretagne-Séché Environnement |
| Joshua Berry         | Chipotle-First Solar Development Team | Pierre-Luc Périchon         | Bretagne-Séché Environnement |
| Robert Bush          | Chipotle-First Solar Development Team | Evaldas Šiškevičius         | Sojasun                      |
| José Gonçalves       | Onda                                  | Toms Skujinš                | Rietumu-Delfin               |
| Christopher Jennings | Rapha Condor                          | Mathieu Delarozière         | AVC Aix-en-Provence          |
| Jason Bakke          | Team Bonitas                          | Yohan Cauquil               | Charvieu-Chavagneux IC       |
| Justin Jules         | Véranda Rideau-Super U                | Robert Bush (bis 1. August) | Unbekannt                    |
| Antoine Lavieu       | Neoprofi                              |                             |                              |
| Yoann Paillot        | Neoprofi                              |                             |                              |
| Thomas Rostollan     | Neoprofi                              |                             |                              |

## Mannschaft
| Name                 | Geburtstag           | Nationalität       |              |
| -------------------- | -------------------- | ------------------ | ------------ |
| Julien Antomarchi    | 16. Mai 1984         | Frankreich         |              |
| Jason Bakke          | 11. Dezember 1989    | Südafrika          |              |
| Joshua Berry         | 1. Dezember 1990     | Vereinigte Staaten |              |
| Benjamin Giraud      | 23. Januar 1986      | Frankreich         |              |
| José Gonçalves       | 13. Februar 1989     | Portugal           |              |
| Christopher Jennings | 5. Mai 1991          | Südafrika          |              |
| Justin Jules         | 20. September 1986   | Frankreich         |              |
| Antoine Lavieu       | 28. September 1990   | Frankreich         |              |
| Yannick Martinez     | 4. Mai 1988          | Frankreich         |              |
| Yoann Paillot        | 28. Mai 1991         | Frankreich         |              |
| Thomas Rostollan     | 18. März 1986        | Frankreich         |              |
| Grégoire Tarride     | 10. Juli 1991        | Frankreich         |              |
| Thomas Vaubourzeix   | 16. Juni 1989        | Frankreich         |              |
| Stagiaires           | Stagiaires           | Nationalität       | Nationalität |
| Hendrik Kruger       | Hendrik Kruger       | Südafrika          |              |
| Clément Saint-Martin | Clément Saint-Martin | Frankreich         |              |